# 후쿠시마 제2 원자력 발전소
후쿠시마 제2 원자력 발전소(福島第二原子力発電所)는 일본 후쿠시마현 후타바군 도미오카정에 있는 원자력 발전소이다. 먼저 만들어진 후쿠시마 제1 원자력 발전소에서 남쪽으로 11.5 km 떨어져 있으며, 도쿄전력(TEPCO)에서 운영하고 있다.
1.1GW 규모의 비등수형 원자로 4기를 갖고 있다.
동일본 대지진으로 3월 11일 4기의 원자로가 자동적으로 가동 중단되었으며, 냉각장치 고장으로 방사능 누출 가능성이 높아져, 3월 12일 원전 반경 3 km 이내 주민들의 피난 지시를 내렸다. 3월 14일 냉각기능을 회복하면서 정상으로 되돌아 왔다고 발표했다.3월 30일, 1호기 터빈건물의 1층 분전반 부근에서 정체불명의 연기가 피어올라 한때 주위를 긴장시켰으나 조사결과 전원반의 이상으로 밝혀지면서 큰 문제는 아닌 것으로 파악되었다. 후쿠시마 제2원자력발전소 침수가 입은 후에 내부전력시설과 전력케이블 그외 교체와 비상디젤발전기 복구 외부,내부펌프 교체 작업 들어갔다. 최근에는 제1원전 사고 이후 현재 제2원전 폐로 검토 논의중이다. 2019년 7월 20일 후쿠시마 제2원자력발전소 1~4호기 모두 폐로가 되었다
2019년현재 방사능오염토와 방사능에 오염되 냉각수 처리등이 어떻게 되는지 알지못한다.
정부의 정보공개가 필요하다.

## 사진

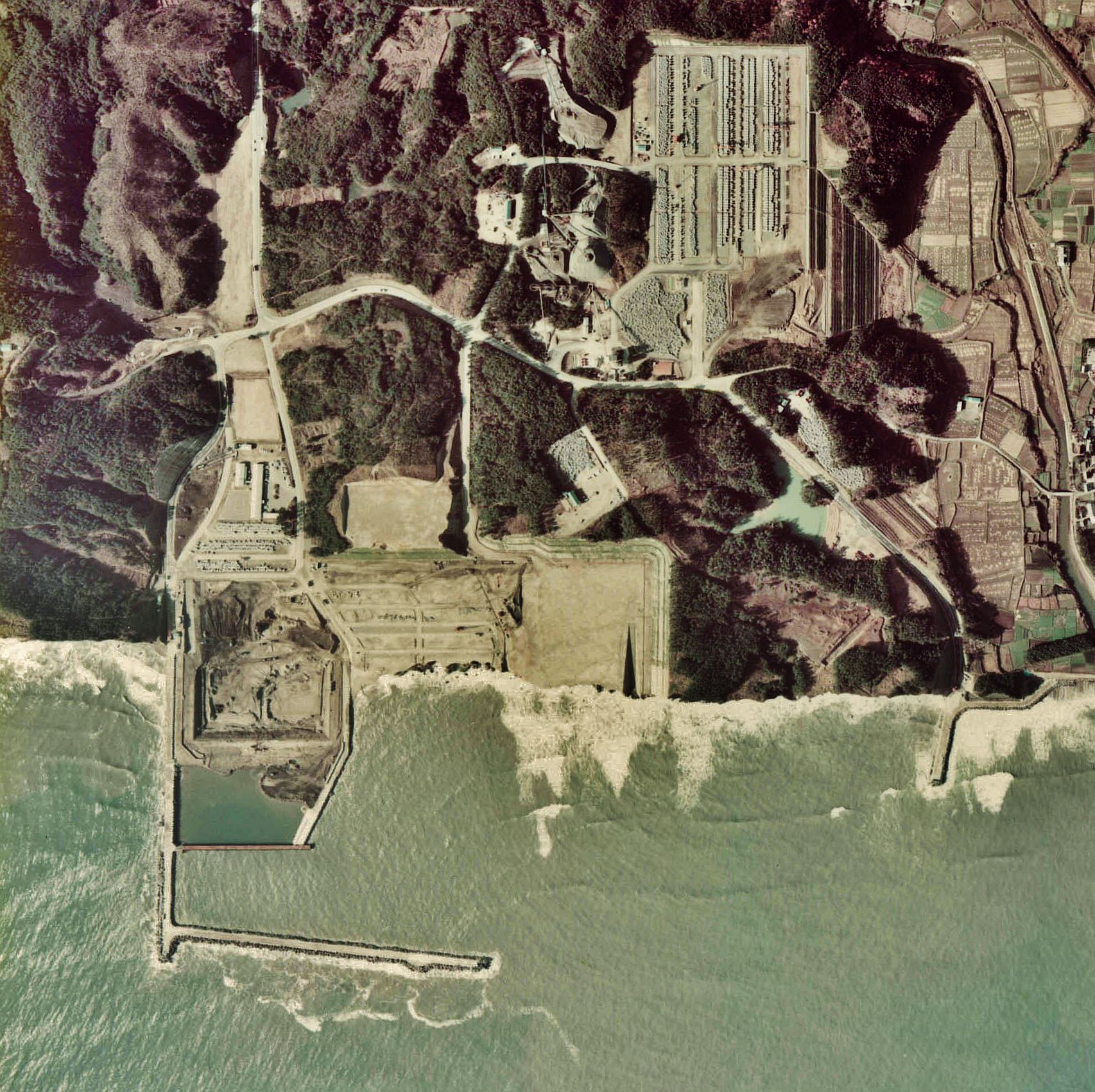
1975년 후쿠시마 제2 원자력 발전소 건설당시

## 사건
- 1989년 1월에 제2원전 3호기 원자로 재순환 펌프 내부의 있는 임펠러(회전 날개)의 용접부가 손상 노심에 다량의 금속조각 등이 유출 장기간에 걸쳐 발전소를 몰아 넣은 사고가 발생하였다. 다음 이후에 국제원자력사고등급(INSE) 레벨 2 판정을 받았다.
- 2008년 1월 제2원전 3 · 4 호기 폐기물 처리 건물 (RW / B) 해수 펌프 A (이후 RWSW 펌프)의 흡입 측 배관 및 전기 모터와 임펠러를 연결하는 샤프트가 파손되는 문제가 발생. 이에 따라 3 호기 RWSW 펌프 B를 긴급 점검, 도쿄 전력, 도쿄 전력 환경, 도쿄 전력 산업 등이 주목하게 되었다.
- 2021년 2월 13일 제2원전 사용후핵연료 수조에서 160cc가 물이 넘쳤다.

## 같이 보기
- 일본의 원자력 발전